# Thank God I Found You
A Thank God I Found You Mariah Carey amerikai popénekesnő második kislemeze kilencedik, Rainbow című albumáról. Carey együtt írta a Jimmy Jam és Terry Lewis szerzőpárossal, és duettként adja elő Joe-val; énekel benne a 98 Degrees együttes is. A boldog szerelmes dal az énekesnő érzelmi életétől ihletett Rainbow album záródala, a borítószöveg sugallata szerint „a vihar után feltűnő szivárvány”; Mariah és akkori barátja, Luis Miguel kapcsolatáról szól. A dal listavezető lett az Egyesült Államokban, de más országokban csak mérsékelt sikert aratott.

## Fogadtatása
A Thank God I Found You lett Carey tizenötödik listavezető dala a Billboard Hot 100-on, és az énekesnő ezzel rekordot döntött, mert tizenegy egymást követő év mindegyikén volt listavezető dala ezen a slágerlistán. A rádiók azonban nem játszották túl gyakran a dalt, és csak népszerűbb remixe, a Make It Last Remix játszási adatainak segítségével sikerült magasra kerülnie. Egy hétig volt listavezető, 2000. február 13. és február 19. közt, a Savage Garden I Knew I Loved You című számát szorította le a listáról egy hétre. A kislemez 2000 februárjában aranylemez lett, az év végi összesített slágerlistán a 45. lett. A Thank God I Found You volt Carey utolsó listavezető száma az Egyesült Államokban a 2005-ben megjelent We Belong Together-ig. Ez volt Joe első és a 98 Degrees egyetlen listavezető száma.
Külföldön Kanadában volt a legsikeresebb a dal, ahol a slágerlista 2. helyéig jutott. Az Egyesült Királyságban a Top 10-be került, Brazíliában a Top 20-ba, Ausztráliában, Franciaországban és Németországban csak a Top 40-be.
A dalt 2001-ben Grammy-díjra jelölték legjobb popzenei együttműködés kategóriában.

## Szerzői jogi gondok
2000-ben Seth Swirsky és Warryn Campbell zeneszerzők beperelték Careyt a dal miatt, mert szerintük a dallamszerkezet nagyban hasonlított az ő One of Those Love Songs című dalukra, amit az Xscape adott elő. Christina Snyder bíró döntése alapján a két dal nem hasonlít. William B. Canby Jr. bíró elrendelte, hogy szakértők vizsgálják meg a két dalt; Dr. Robert Walser vizsgálatai alapján a két dal refrénje nagyban eltér. Carey pályafutása során ez volt az ötödik szerzői jogi per, amibe fogták, minden esetben megalapozatlannak ítélték a vádat.

## Videóklip és remixek
A dal fő remixe a Thank God I Found You/Make It Last Forever vagy Thank God I Found You (Make It Last Remix). A remix részleteket használ fel Keith Sweat Make It Last Forever című számából, és csak kis mértékben hasonlít az eredeti Thank God I Found You-hoz. A remixbem is énekel Joe, de a 98 Degrees nem, helyette Nas rappel. A remix felkerült Joe harmadik, My Name Is Joe című, 2000-ben megjelent albumára is. A brit Stargate elkészítette a U.K. Stargate Radio Mixet, Jimmy Jam és Terry Lewis pedig a Celebratory Remixet.
A dal videóklipjét Brett Ratner rendezte. A klipben Mariah, Joe és a 98 Degrees a minnesotai 101.3 KDWB rádióadó éves Last Chance Summer Dance nyári koncertjén adja elő a dalt. A klipben azt is mutatják, ahogy Carey dalszöveget ír, és a kutyájával, Jackkel játszik. A Make It Last Remixhez is készült videóklip, ezt Sanaa Hamri rendezte, és szándékosan szemcsésre csinálták, hogy házi videófelvételre hasonlítson. A klipben a befont hajú Carey egy nightclubban látható Joe és Nas társaságában.

### Hivatalos remixek, verziók listája
- Thank God I Found You (Celebratory Mix feat. Joe & 98°)
- Thank God I Found You (Make It Last Remix feat. Joe & Nas)
- Thank God I Found You (Make It Last Remix w/o Rap feat. Joe)
- Thank God I Found You (Make It Last Remix Edit feat. Joe & Nas)
- Thank God I Found You (Make It Last Remix Edit w/o Rap feat. Joe)
- Thank God I Found You (Make It Last Remix Instrumental)
- Thank God I Found You (Stargate Mix feat. Joe & 98°)
- Thank God I Found You (StarGate Radio Edit feat. Joe & 98°)

## Változatok
| CD kislemez (Ausztria, USA) 7" kislemez, kazetta (USA) 1. Thank God I Found You (Album version) 2. Thank God I Found You (Celebratory Mix) CD kislemez (Ausztria) 1. Thank God I Found You (Make It Last Remix Edit) 2. Thank God I Found You (Make It Last Remix Edit w/o Rap) CD maxi kislemez (Ausztria) 1. Thank God I Found You (Make It Last Remix Edit) 2. Thank God I Found You (Album version) 3. Thank God I Found You (Celebratory Mix) CD maxi kislemez (Japán) 1. Thank God I Found You (Album version) 2. Thank God I Found You (Make It Last Remix w/o Rap) 3. Thank God I Found You (Make It Last Remix) CD maxi kislemez (Egyesült Királyság) 1. Thank God I Found You (StarGate Radio Edit) 2. Thank God I Found You (Make It Last Remix) 3. Babydoll CD maxi kislemez (Egyesült Királyság) + poszter 1. Thank God I Found You (Celebratory Mix) 2. One Sweet Day (Album version) 3. I’ll Be There CD maxi kislemez (Ausztrália) Kazetta (Új-Zéland) 1. Thank God I Found You (Album version) 2. Thank God I Found You (Celebratory Mix) 3. Thank God I Found You (Make It Last Remix) 4. Heartbreaker (Remix) CD maxi kislemez (Ausztria) 1. Thank God I Found You (Make It Last Remix Edit) 2. Thank God I Found You (Make It Last Remix Edit w/o Rap) 3. Thank God I Found You (Celebratory Mix) 4. Thank God I Found You (Album version) | CD maxi kislemez (Ausztria, Dél-Afrika) 1. Thank God I Found You (Album version) 2. Thank God I Found You (Celebratory Mix) 3. Thank God I Found You (Make It Last Remix Edit) 4. Thank God I Found You (Make It Last Remix Instrumental) CD maxi kislemez (Dél-Korea) 1. Thank God I Found You (Make It Last Remix Edit) 2. Thank God I Found You (Make It Last Remix w/o Rap) 3. Thank God I Found You (Album version) 4. Babydoll CD maxi kislemez (USA) 1. Thank God I Found You (Make It Last Remix) 2. Thank God I Found You (Make It Last Remix w/o Rap) 3. Thank God I Found You (Album version) 4. Babydoll 12" kislemez (Hollandia) 1. Thank God I Found You (Make It Last Remix Edit) 2. Thank God I Found You (Make It Last Remix Edit w/o Rap) 3. Thank God I Found You (Make It Last Remix Instrumental) 4. Thank God I Found You (Celebratory Mix) 12" kislemez (USA) 1. Thank God I Found You (Make It Last Remix) 2. Thank God I Found You (Make It Last Remix Instrumental) 3. Thank God I Found You (Celebratory Mix) 4. Fantasy (feat. O.D.B.) Kazetta (Egyesült Királyság) 1. Thank God I Found You (Album version) 2. Thank God I Found You (Make It Last Remix) |

## Helyezések
| Slágerlista (2000)                             | Legmagasabb helyezés | Hányadik listavezető |
| ---------------------------------------------- | -------------------- | -------------------- |
| USA Billboard Hot 100                          | 1 (1 hétig)          | 15.                  |
| USA Billboard Hot R&B/Hip-Hop Singles & Tracks | 1 (1 hétig)          | 7.                   |
| USA Billboard Top 40 Tracks                    | 21                   | –                    |
| USA Billboard Mainstream Top 40                | 28                   | –                    |
| USA Billboard Rhythmic Top 40                  | 9                    | –                    |
| USA ARC Weekly Top 40                          | 2                    | –                    |
| Nemzetközi egyesített slágerlista              | 10                   | –                    |
| Ausztrál ARIA kislemezlista                    | 27                   | –                    |
| Brazil kislemezlista                           | 15                   | –                    |
| Brit kislemezlista                             | 10                   | –                    |
| Francia Top 100 kislemez                       | 28                   | –                    |
| Holland Top 100 kislemez                       | 24                   | –                    |
| Kanadai kislemezlista                          | 2                    | –                    |
| Német kislemezlista                            | 28                   | –                    |
| Svájci Top 100 kislemez                        | 17                   | –                    |
| Svéd Top 60 kislemez                           | 43                   | –                    |
| Szingapúri rádiós játszási lista               | 2                    | –                    |